# Coupe des clubs champions européens de handball 1970-1971
Navigation
Coupe des clubs champions 1969-1970 Coupe des clubs champions 1971-1972
La Coupe des clubs champions européens 1970-1971 est de la 11e édition de la Coupe des clubs champions européens masculin de handball. Organisée par l'IHF, elle met aux prises 22 équipes européennes. 
Le vainqueur est, pour la troisième fois en quatre ans, le club ouest allemand du VfL Gummersbach qui s'impose en finale face aux Roumains du Steaua Bucarest.

## Participants
| Deuxième tour | Deuxième tour | Deuxième tour | Deuxième tour | Deuxième tour | Deuxième tour | Deuxième tour | Deuxième tour | Deuxième tour | Deuxième tour | Deuxième tour | Deuxième tour | Deuxième tour | Deuxième tour | Deuxième tour | Deuxième tour | Deuxième tour | Deuxième tour | Deuxième tour | Deuxième tour | Deuxième tour | Deuxième tour | Deuxième tour | Deuxième tour | Deuxième tour | Deuxième tour | Deuxième tour | Deuxième tour | Deuxième tour | Deuxième tour |
| --- | --- | --- | --- | --- | --- | --- | --- | --- | --- | --- | --- | --- | --- | --- | --- | --- | --- | --- | --- | --- | --- | --- | --- | --- | --- | --- | --- | --- | --- |
| - VfL Gummersbach : Tenant du titre - HG Copenhague : champion du Danemark - Hapoël Ramat Gan : champion d’Israël - Sporting Portugal : champion du Portugal | - VfL Gummersbach : Tenant du titre - HG Copenhague : champion du Danemark - Hapoël Ramat Gan : champion d’Israël - Sporting Portugal : champion du Portugal | - VfL Gummersbach : Tenant du titre - HG Copenhague : champion du Danemark - Hapoël Ramat Gan : champion d’Israël - Sporting Portugal : champion du Portugal | - VfL Gummersbach : Tenant du titre - HG Copenhague : champion du Danemark - Hapoël Ramat Gan : champion d’Israël - Sporting Portugal : champion du Portugal | - VfL Gummersbach : Tenant du titre - HG Copenhague : champion du Danemark - Hapoël Ramat Gan : champion d’Israël - Sporting Portugal : champion du Portugal | - VfL Gummersbach : Tenant du titre - HG Copenhague : champion du Danemark - Hapoël Ramat Gan : champion d’Israël - Sporting Portugal : champion du Portugal | - VfL Gummersbach : Tenant du titre - HG Copenhague : champion du Danemark - Hapoël Ramat Gan : champion d’Israël - Sporting Portugal : champion du Portugal | - VfL Gummersbach : Tenant du titre - HG Copenhague : champion du Danemark - Hapoël Ramat Gan : champion d’Israël - Sporting Portugal : champion du Portugal | - VfL Gummersbach : Tenant du titre - HG Copenhague : champion du Danemark - Hapoël Ramat Gan : champion d’Israël - Sporting Portugal : champion du Portugal | - VfL Gummersbach : Tenant du titre - HG Copenhague : champion du Danemark - Hapoël Ramat Gan : champion d’Israël - Sporting Portugal : champion du Portugal | - VfL Gummersbach : Tenant du titre - HG Copenhague : champion du Danemark - Hapoël Ramat Gan : champion d’Israël - Sporting Portugal : champion du Portugal | - VfL Gummersbach : Tenant du titre - HG Copenhague : champion du Danemark - Hapoël Ramat Gan : champion d’Israël - Sporting Portugal : champion du Portugal | - VfL Gummersbach : Tenant du titre - HG Copenhague : champion du Danemark - Hapoël Ramat Gan : champion d’Israël - Sporting Portugal : champion du Portugal | - VfL Gummersbach : Tenant du titre - HG Copenhague : champion du Danemark - Hapoël Ramat Gan : champion d’Israël - Sporting Portugal : champion du Portugal | - VfL Gummersbach : Tenant du titre - HG Copenhague : champion du Danemark - Hapoël Ramat Gan : champion d’Israël - Sporting Portugal : champion du Portugal | - HC Dukla Prague : champion de Tchécoslovaquie - Steaua Bucarest : champion de Roumanie - RK Partizan Bjelovar : champion de Yougoslavie | - HC Dukla Prague : champion de Tchécoslovaquie - Steaua Bucarest : champion de Roumanie - RK Partizan Bjelovar : champion de Yougoslavie | - HC Dukla Prague : champion de Tchécoslovaquie - Steaua Bucarest : champion de Roumanie - RK Partizan Bjelovar : champion de Yougoslavie | - HC Dukla Prague : champion de Tchécoslovaquie - Steaua Bucarest : champion de Roumanie - RK Partizan Bjelovar : champion de Yougoslavie | - HC Dukla Prague : champion de Tchécoslovaquie - Steaua Bucarest : champion de Roumanie - RK Partizan Bjelovar : champion de Yougoslavie | - HC Dukla Prague : champion de Tchécoslovaquie - Steaua Bucarest : champion de Roumanie - RK Partizan Bjelovar : champion de Yougoslavie | - HC Dukla Prague : champion de Tchécoslovaquie - Steaua Bucarest : champion de Roumanie - RK Partizan Bjelovar : champion de Yougoslavie | - HC Dukla Prague : champion de Tchécoslovaquie - Steaua Bucarest : champion de Roumanie - RK Partizan Bjelovar : champion de Yougoslavie | - HC Dukla Prague : champion de Tchécoslovaquie - Steaua Bucarest : champion de Roumanie - RK Partizan Bjelovar : champion de Yougoslavie | - HC Dukla Prague : champion de Tchécoslovaquie - Steaua Bucarest : champion de Roumanie - RK Partizan Bjelovar : champion de Yougoslavie | - HC Dukla Prague : champion de Tchécoslovaquie - Steaua Bucarest : champion de Roumanie - RK Partizan Bjelovar : champion de Yougoslavie | - HC Dukla Prague : champion de Tchécoslovaquie - Steaua Bucarest : champion de Roumanie - RK Partizan Bjelovar : champion de Yougoslavie | - HC Dukla Prague : champion de Tchécoslovaquie - Steaua Bucarest : champion de Roumanie - RK Partizan Bjelovar : champion de Yougoslavie | - HC Dukla Prague : champion de Tchécoslovaquie - Steaua Bucarest : champion de Roumanie - RK Partizan Bjelovar : champion de Yougoslavie | - HC Dukla Prague : champion de Tchécoslovaquie - Steaua Bucarest : champion de Roumanie - RK Partizan Bjelovar : champion de Yougoslavie |
| Premier tour | | | | | | | | | | | | | | | | | | | | | | | | | | | | | |
| - Frisch Auf Göppingen : champion d'Allemagne de l'Ouest - SC Magdebourg : champion d'Allemagne de l'Est - Sportunion Edelweiss Linz : champion d'Autriche - ROC Flémalle : champion de Belgique 1970 - VIF Dimitrov Sofia : champion de Bulgarie - BM Granollers : champion d'Espagne - UK-51 Helsinki : champion de Finlande - US Ivry : Champion de France 1970 - Elektromos SE : champion de Hongrie | - Frisch Auf Göppingen : champion d'Allemagne de l'Ouest - SC Magdebourg : champion d'Allemagne de l'Est - Sportunion Edelweiss Linz : champion d'Autriche - ROC Flémalle : champion de Belgique 1970 - VIF Dimitrov Sofia : champion de Bulgarie - BM Granollers : champion d'Espagne - UK-51 Helsinki : champion de Finlande - US Ivry : Champion de France 1970 - Elektromos SE : champion de Hongrie | - Frisch Auf Göppingen : champion d'Allemagne de l'Ouest - SC Magdebourg : champion d'Allemagne de l'Est - Sportunion Edelweiss Linz : champion d'Autriche - ROC Flémalle : champion de Belgique 1970 - VIF Dimitrov Sofia : champion de Bulgarie - BM Granollers : champion d'Espagne - UK-51 Helsinki : champion de Finlande - US Ivry : Champion de France 1970 - Elektromos SE : champion de Hongrie | - Frisch Auf Göppingen : champion d'Allemagne de l'Ouest - SC Magdebourg : champion d'Allemagne de l'Est - Sportunion Edelweiss Linz : champion d'Autriche - ROC Flémalle : champion de Belgique 1970 - VIF Dimitrov Sofia : champion de Bulgarie - BM Granollers : champion d'Espagne - UK-51 Helsinki : champion de Finlande - US Ivry : Champion de France 1970 - Elektromos SE : champion de Hongrie | - Frisch Auf Göppingen : champion d'Allemagne de l'Ouest - SC Magdebourg : champion d'Allemagne de l'Est - Sportunion Edelweiss Linz : champion d'Autriche - ROC Flémalle : champion de Belgique 1970 - VIF Dimitrov Sofia : champion de Bulgarie - BM Granollers : champion d'Espagne - UK-51 Helsinki : champion de Finlande - US Ivry : Champion de France 1970 - Elektromos SE : champion de Hongrie | - Frisch Auf Göppingen : champion d'Allemagne de l'Ouest - SC Magdebourg : champion d'Allemagne de l'Est - Sportunion Edelweiss Linz : champion d'Autriche - ROC Flémalle : champion de Belgique 1970 - VIF Dimitrov Sofia : champion de Bulgarie - BM Granollers : champion d'Espagne - UK-51 Helsinki : champion de Finlande - US Ivry : Champion de France 1970 - Elektromos SE : champion de Hongrie | - Frisch Auf Göppingen : champion d'Allemagne de l'Ouest - SC Magdebourg : champion d'Allemagne de l'Est - Sportunion Edelweiss Linz : champion d'Autriche - ROC Flémalle : champion de Belgique 1970 - VIF Dimitrov Sofia : champion de Bulgarie - BM Granollers : champion d'Espagne - UK-51 Helsinki : champion de Finlande - US Ivry : Champion de France 1970 - Elektromos SE : champion de Hongrie | - Frisch Auf Göppingen : champion d'Allemagne de l'Ouest - SC Magdebourg : champion d'Allemagne de l'Est - Sportunion Edelweiss Linz : champion d'Autriche - ROC Flémalle : champion de Belgique 1970 - VIF Dimitrov Sofia : champion de Bulgarie - BM Granollers : champion d'Espagne - UK-51 Helsinki : champion de Finlande - US Ivry : Champion de France 1970 - Elektromos SE : champion de Hongrie | - Frisch Auf Göppingen : champion d'Allemagne de l'Ouest - SC Magdebourg : champion d'Allemagne de l'Est - Sportunion Edelweiss Linz : champion d'Autriche - ROC Flémalle : champion de Belgique 1970 - VIF Dimitrov Sofia : champion de Bulgarie - BM Granollers : champion d'Espagne - UK-51 Helsinki : champion de Finlande - US Ivry : Champion de France 1970 - Elektromos SE : champion de Hongrie | - Frisch Auf Göppingen : champion d'Allemagne de l'Ouest - SC Magdebourg : champion d'Allemagne de l'Est - Sportunion Edelweiss Linz : champion d'Autriche - ROC Flémalle : champion de Belgique 1970 - VIF Dimitrov Sofia : champion de Bulgarie - BM Granollers : champion d'Espagne - UK-51 Helsinki : champion de Finlande - US Ivry : Champion de France 1970 - Elektromos SE : champion de Hongrie | - Frisch Auf Göppingen : champion d'Allemagne de l'Ouest - SC Magdebourg : champion d'Allemagne de l'Est - Sportunion Edelweiss Linz : champion d'Autriche - ROC Flémalle : champion de Belgique 1970 - VIF Dimitrov Sofia : champion de Bulgarie - BM Granollers : champion d'Espagne - UK-51 Helsinki : champion de Finlande - US Ivry : Champion de France 1970 - Elektromos SE : champion de Hongrie | - Frisch Auf Göppingen : champion d'Allemagne de l'Ouest - SC Magdebourg : champion d'Allemagne de l'Est - Sportunion Edelweiss Linz : champion d'Autriche - ROC Flémalle : champion de Belgique 1970 - VIF Dimitrov Sofia : champion de Bulgarie - BM Granollers : champion d'Espagne - UK-51 Helsinki : champion de Finlande - US Ivry : Champion de France 1970 - Elektromos SE : champion de Hongrie | - Frisch Auf Göppingen : champion d'Allemagne de l'Ouest - SC Magdebourg : champion d'Allemagne de l'Est - Sportunion Edelweiss Linz : champion d'Autriche - ROC Flémalle : champion de Belgique 1970 - VIF Dimitrov Sofia : champion de Bulgarie - BM Granollers : champion d'Espagne - UK-51 Helsinki : champion de Finlande - US Ivry : Champion de France 1970 - Elektromos SE : champion de Hongrie | - Frisch Auf Göppingen : champion d'Allemagne de l'Ouest - SC Magdebourg : champion d'Allemagne de l'Est - Sportunion Edelweiss Linz : champion d'Autriche - ROC Flémalle : champion de Belgique 1970 - VIF Dimitrov Sofia : champion de Bulgarie - BM Granollers : champion d'Espagne - UK-51 Helsinki : champion de Finlande - US Ivry : Champion de France 1970 - Elektromos SE : champion de Hongrie | - Frisch Auf Göppingen : champion d'Allemagne de l'Ouest - SC Magdebourg : champion d'Allemagne de l'Est - Sportunion Edelweiss Linz : champion d'Autriche - ROC Flémalle : champion de Belgique 1970 - VIF Dimitrov Sofia : champion de Bulgarie - BM Granollers : champion d'Espagne - UK-51 Helsinki : champion de Finlande - US Ivry : Champion de France 1970 - Elektromos SE : champion de Hongrie | - Fram Reykjavik : champion d'Islande - Buscaglione Rome : champion d'Italie - HB Dudelange : champion du Luxembourg - Oslo-Studentenes IL : champion de Norvège - HV Sittardia : champion des Pays-Bas - KS Spójnia Gdańsk : champion de Pologne - IK Hellas Stockholm : champion de Suède - Grasshopper Club Zurich : champion de Suisse - MAI Moscou : champion d'Union soviétique | - Fram Reykjavik : champion d'Islande - Buscaglione Rome : champion d'Italie - HB Dudelange : champion du Luxembourg - Oslo-Studentenes IL : champion de Norvège - HV Sittardia : champion des Pays-Bas - KS Spójnia Gdańsk : champion de Pologne - IK Hellas Stockholm : champion de Suède - Grasshopper Club Zurich : champion de Suisse - MAI Moscou : champion d'Union soviétique | - Fram Reykjavik : champion d'Islande - Buscaglione Rome : champion d'Italie - HB Dudelange : champion du Luxembourg - Oslo-Studentenes IL : champion de Norvège - HV Sittardia : champion des Pays-Bas - KS Spójnia Gdańsk : champion de Pologne - IK Hellas Stockholm : champion de Suède - Grasshopper Club Zurich : champion de Suisse - MAI Moscou : champion d'Union soviétique | - Fram Reykjavik : champion d'Islande - Buscaglione Rome : champion d'Italie - HB Dudelange : champion du Luxembourg - Oslo-Studentenes IL : champion de Norvège - HV Sittardia : champion des Pays-Bas - KS Spójnia Gdańsk : champion de Pologne - IK Hellas Stockholm : champion de Suède - Grasshopper Club Zurich : champion de Suisse - MAI Moscou : champion d'Union soviétique | - Fram Reykjavik : champion d'Islande - Buscaglione Rome : champion d'Italie - HB Dudelange : champion du Luxembourg - Oslo-Studentenes IL : champion de Norvège - HV Sittardia : champion des Pays-Bas - KS Spójnia Gdańsk : champion de Pologne - IK Hellas Stockholm : champion de Suède - Grasshopper Club Zurich : champion de Suisse - MAI Moscou : champion d'Union soviétique | - Fram Reykjavik : champion d'Islande - Buscaglione Rome : champion d'Italie - HB Dudelange : champion du Luxembourg - Oslo-Studentenes IL : champion de Norvège - HV Sittardia : champion des Pays-Bas - KS Spójnia Gdańsk : champion de Pologne - IK Hellas Stockholm : champion de Suède - Grasshopper Club Zurich : champion de Suisse - MAI Moscou : champion d'Union soviétique | - Fram Reykjavik : champion d'Islande - Buscaglione Rome : champion d'Italie - HB Dudelange : champion du Luxembourg - Oslo-Studentenes IL : champion de Norvège - HV Sittardia : champion des Pays-Bas - KS Spójnia Gdańsk : champion de Pologne - IK Hellas Stockholm : champion de Suède - Grasshopper Club Zurich : champion de Suisse - MAI Moscou : champion d'Union soviétique | - Fram Reykjavik : champion d'Islande - Buscaglione Rome : champion d'Italie - HB Dudelange : champion du Luxembourg - Oslo-Studentenes IL : champion de Norvège - HV Sittardia : champion des Pays-Bas - KS Spójnia Gdańsk : champion de Pologne - IK Hellas Stockholm : champion de Suède - Grasshopper Club Zurich : champion de Suisse - MAI Moscou : champion d'Union soviétique | - Fram Reykjavik : champion d'Islande - Buscaglione Rome : champion d'Italie - HB Dudelange : champion du Luxembourg - Oslo-Studentenes IL : champion de Norvège - HV Sittardia : champion des Pays-Bas - KS Spójnia Gdańsk : champion de Pologne - IK Hellas Stockholm : champion de Suède - Grasshopper Club Zurich : champion de Suisse - MAI Moscou : champion d'Union soviétique | - Fram Reykjavik : champion d'Islande - Buscaglione Rome : champion d'Italie - HB Dudelange : champion du Luxembourg - Oslo-Studentenes IL : champion de Norvège - HV Sittardia : champion des Pays-Bas - KS Spójnia Gdańsk : champion de Pologne - IK Hellas Stockholm : champion de Suède - Grasshopper Club Zurich : champion de Suisse - MAI Moscou : champion d'Union soviétique | - Fram Reykjavik : champion d'Islande - Buscaglione Rome : champion d'Italie - HB Dudelange : champion du Luxembourg - Oslo-Studentenes IL : champion de Norvège - HV Sittardia : champion des Pays-Bas - KS Spójnia Gdańsk : champion de Pologne - IK Hellas Stockholm : champion de Suède - Grasshopper Club Zurich : champion de Suisse - MAI Moscou : champion d'Union soviétique | - Fram Reykjavik : champion d'Islande - Buscaglione Rome : champion d'Italie - HB Dudelange : champion du Luxembourg - Oslo-Studentenes IL : champion de Norvège - HV Sittardia : champion des Pays-Bas - KS Spójnia Gdańsk : champion de Pologne - IK Hellas Stockholm : champion de Suède - Grasshopper Club Zurich : champion de Suisse - MAI Moscou : champion d'Union soviétique | - Fram Reykjavik : champion d'Islande - Buscaglione Rome : champion d'Italie - HB Dudelange : champion du Luxembourg - Oslo-Studentenes IL : champion de Norvège - HV Sittardia : champion des Pays-Bas - KS Spójnia Gdańsk : champion de Pologne - IK Hellas Stockholm : champion de Suède - Grasshopper Club Zurich : champion de Suisse - MAI Moscou : champion d'Union soviétique | - Fram Reykjavik : champion d'Islande - Buscaglione Rome : champion d'Italie - HB Dudelange : champion du Luxembourg - Oslo-Studentenes IL : champion de Norvège - HV Sittardia : champion des Pays-Bas - KS Spójnia Gdańsk : champion de Pologne - IK Hellas Stockholm : champion de Suède - Grasshopper Club Zurich : champion de Suisse - MAI Moscou : champion d'Union soviétique | - Fram Reykjavik : champion d'Islande - Buscaglione Rome : champion d'Italie - HB Dudelange : champion du Luxembourg - Oslo-Studentenes IL : champion de Norvège - HV Sittardia : champion des Pays-Bas - KS Spójnia Gdańsk : champion de Pologne - IK Hellas Stockholm : champion de Suède - Grasshopper Club Zurich : champion de Suisse - MAI Moscou : champion d'Union soviétique |

## Tour préliminaire

### Premier tour
| Équipe                    | Aller   | Total   | Retour  | Équipe               |
| ------------------------- | ------- | ------- | ------- | -------------------- |
| KS Spójnia Gdańsk         | 21 – 20 | 37 – 44 | 16 – 24 | Frisch Auf Göppingen |
| BM Granollers             | 28 – 11 | 51 – 22 | 23 – 11 | ROC Flémalle         |
| Fram Reykjavik            | 16 – 15 | 32 – 39 | 16 – 24 | US Ivry              |
| Sportunion Edelweiss Linz | 11 – 26 | 21 – 57 | 10 – 31 | MAI Moscou           |
| Buscaglione Rome          | 10 – 24 | 16 – 72 | 6 – 48  | HV Sittardia         |
| Grasshopper Club Zurich   | 16 – 17 | 27 – 37 | 11 – 20 | SC Magdebourg        |
| VIF Dimitrov Sofia        | 20 – 11 | 29 – 24 | 9 – 13  | HB Dudelange         |
| Elektromos SE             | 13 – 17 | 22 – 32 | 9 – 15  | IK Hellas Stockholm  |
| Oslo-Studentenes IL       | 18 – 20 | 36 – 31 | 18 – 11 | UK-51 Helsinki       |

### Deuxième tour
| Équipe             | Aller   | Total    | Retour  | Équipe               |
| ------------------ | ------- | -------- | ------- | -------------------- |
| VfL Gummersbach    | 20 – 12 | 33 – 24  | 13 – 12 | Frisch Auf Göppingen |
| BM Granollers      | 24 – 22 | 38 – 34  | 14 – 12 | US Ivry              |
| MAI Moscou         | /       | Forfait* | /       | Sporting Portugal    |
| HC Dukla Prague    | 20 – 13 | 39 – 29  | 19 – 16 | HG Copenhague        |
| Hapoël Ramat Gan   | 11 – 27 | 19 – 58  | 8 – 31  | RK Partizan Bjelovar |
| HV Sittardia       | 21 – 30 | 42 – 63  | 21 – 33 | SC Magdebourg        |
| VIF Dimitrov Sofia | 10 – 16 | 21 – 31  | 11 – 15 | IK Hellas Stockholm  |
| Steaua Bucarest    | 30 – 14 | 55 – 29  | 25 – 15 | UK-51 Helsinki       |

* Le club soviétique du MAI Moscou a refusé de jouer contre le Sporting Portugal du fait de la guerre coloniale en Guinée-Bissau, le Parti africain pour l'indépendance de la Guinée et du Cap-Vert étant soutenu par l'URSS.

## Phase finale
| \| Gummersbach Prague Magdebourg Bjelovar Granollers Stockholm Bucarest Lisbonne \| Localisation des équipes en phase finale. |
| Gummersbach Prague Magdebourg Bjelovar Granollers Stockholm Bucarest Lisbonne                                                 |

|  | Quarts de finale     | Quarts de finale     | Quarts de finale | Quarts de finale |                      |                      | Demi-finales | Demi-finales | Demi-finales | Demi-finales |  |  | Finale                  | Finale | Finale | Finale |
|  |                      |                      |                  |                  |                      |                      |              |              |              |              |  |  |                         |        |        |        |
|  |                      |                      |                  |                  |                      |                      |              |              |              |              |  |  | 2 avril 1971 - Dortmund |        |        |        |
|  |                      |                      |                  |                  |                      |                      |              |              |              |              |  |  |                         |        |        |        |
|  | Sporting Portugal    | Sporting Portugal    | ?                | ?                |                      |                      |              |              |              |              |  |  |                         |        |        |        |
|  | Sporting Portugal    | Sporting Portugal    | ?                | ?                |                      |                      |              |              |              |              |  |  |                         |        |        |        |
|  | HC Dukla Prague      | HC Dukla Prague      | ?                | ?                |                      |                      |              |              |              |              |  |  |                         |        |        |        |
|  | HC Dukla Prague      | HC Dukla Prague      | ?                | ?                | Sporting Portugal    | Sporting Portugal    | 17           | 11           |              |              |  |  |                         |        |        |        |
|  |                      |                      |                  |                  | Sporting Portugal    | Sporting Portugal    | 17           | 11           |              |              |  |  |                         |        |        |        |
|  |                      |                      | VfL Gummersbach  | VfL Gummersbach  | 25                   | 25                   |              |              |              |              |  |  |                         |        |        |        |
|  | VfL Gummersbach      | VfL Gummersbach      | VfL Gummersbach  | VfL Gummersbach  | 25                   | 25                   | 25           | 16           |              |              |  |  |                         |        |        |        |
|  | VfL Gummersbach      | VfL Gummersbach      |                  |                  |                      |                      |              | 16           |              |              |  |  |                         |        |        |        |
|  | BM Granollers        | BM Granollers        | 14               | 12               |                      |                      |              |              |              |              |  |  |                         |        |        |        |
|  | BM Granollers        | BM Granollers        | 14               | 12               | VfL Gummersbach      | VfL Gummersbach      | 17           | 17           |              |              |  |  |                         |        |        |        |
|  |                      |                      |                  |                  | VfL Gummersbach      | VfL Gummersbach      | 17           | 17           |              |              |  |  |                         |        |        |        |
|  |                      |                      | Steaua Bucarest  | Steaua Bucarest  | 16                   | 16                   |              |              |              |              |  |  |                         |        |        |        |
|  | SC Magdebourg        | SC Magdebourg        | Steaua Bucarest  | Steaua Bucarest  | 16                   | 16                   | 18           | 9            |              |              |  |  |                         |        |        |        |
|  | SC Magdebourg        | SC Magdebourg        |                  |                  |                      |                      |              |              |              |              |  |  |                         |        |        |        |
|  | RK Partizan Bjelovar | RK Partizan Bjelovar | 15               | 14               |                      |                      |              |              |              |              |  |  |                         |        |        |        |
|  | RK Partizan Bjelovar | RK Partizan Bjelovar | 15               | 14               | RK Partizan Bjelovar | RK Partizan Bjelovar | 18           | 9            |              |              |  |  |                         |        |        |        |
|  |                      |                      |                  |                  | RK Partizan Bjelovar | RK Partizan Bjelovar | 18           | 9            |              |              |  |  |                         |        |        |        |
|  |                      |                      | Steaua Bucarest  | Steaua Bucarest  | 14                   | 17                   |              |              |              |              |  |  |                         |        |        |        |
|  | IK Hellas Stockholm  | IK Hellas Stockholm  | Steaua Bucarest  | Steaua Bucarest  | 14                   | 17                   | 12           | 10           |              |              |  |  |                         |        |        |        |
|  | IK Hellas Stockholm  | IK Hellas Stockholm  |                  |                  |                      |                      |              | 10           |              |              |  |  |                         |        |        |        |
|  | Steaua Bucarest      | Steaua Bucarest      | 11               | 18               |                      |                      |              |              |              |              |  |  |                         |        |        |        |
|  | Steaua Bucarest      | Steaua Bucarest      | 11               | 18               |                      |                      |              |              |              |              |  |  |                         |        |        |        |
|  |                      |                      |                  |                  |                      |                      |              |              |              |              |  |  |                         |        |        |        |

### Quarts de finale
| Équipe              | Aller   | Total   | Retour  | Équipe               |
| ------------------- | ------- | ------- | ------- | -------------------- |
| Sporting Portugal   | ? – ?   | ? – ?   | ? – ?   | HC Dukla Prague      |
| VfL Gummersbach     | 25 – 14 | 41 – 26 | 16 – 12 | BM Granollers        |
| SC Magdebourg       | 18 – 15 | 27 – 29 | 9 – 14  | RK Partizan Bjelovar |
| IK Hellas Stockholm | 12 – 11 | 22 – 29 | 10 – 18 | Steaua Bucarest      |

Le HC Dukla Prague a probablement déclaré forfait pour la même raison que le MAI Moscou.

### Demi-finales
Remarque : le Sporting Portugal s'est retrouvé en demi-finale sans avoir disputé de match auparavant : exempté du premier tour, il profite ensuite des forfaits successifs du MAI Moscou puis du HC Dukla Prague.
| Équipe               | Aller   | Total   | Retour  | Équipe          |
| -------------------- | ------- | ------- | ------- | --------------- |
| Sporting Portugal    | 17 – 25 | 28 – 50 | 11 – 25 | VfL Gummersbach |
| RK Partizan Bjelovar | 18 – 14 | 27 – 31 | 9 – 17  | Steaua Bucarest |

### Finale
L'avantage d'un public tout entier voué à sa cause dans la Westfalenhalle de Dortmund et l'expérience des finales a lourdement pesé dans la victoire du VfL Gummersbach sur le Steaua Bucarest 17 à 16. Pour les Allemands, il s’agit d’un troisième titre européen en quatre ans,.
| vendredi 2 avril 1971 | VfL Gummersbach | 17 - 16 | Steaua Bucarest                                                                                           | Westfalenhalle, Dortmund, RFA. Arbitrage : MM. Carlsson et Oison (Suède). |
| vendredi 2 avril 1971 | Hansi Schmidt (9 dont 2 p. ) Gerd Bölter (3) Jochen Feldhoff (2) Lingelbach (1) Klaus Westebbe (1) Helmut Kosmehl (1). | (7 - 6) | Gheorghe Gruia (6) Ștefan Birtalan (4 p.) Cristian Gațu (2) Christian (2) Werner Stöckl (1 p.) Coasa (1). | Westfalenhalle, Dortmund, RFA. Arbitrage : MM. Carlsson et Oison (Suède). |
| vendredi 2 avril 1971 | Rapport |         | | Westfalenhalle, Dortmund, RFA. Arbitrage : MM. Carlsson et Oison (Suède). |

## Le champion d'Europe
| Champion d'Europe - Coupe des clubs champions 1970-1971 VfL Gummersbach 3e titre |